# Мазур, Людмила Николаевна
Людми́ла Никола́евна Ма́зур (род. 21 июля 1960, посёлок Северский Полевского района Свердловской области) — российский историк, специалист в области истории России, историографии, источниковедения. Доктор исторических наук, профессор кафедры документоведения, архивоведения и истории государственного управления Уральского федерального университета. Автор свыше 300 научных и учебно-методических работ, в том числе 2 учебников и 3 авторских монографий, одна из которых переведена на китайский язык. Член экспертного совета Высшей аттестационной комиссии (ВАК) РФ по истории (с 28.04.2018). Индекс Хирша - 16.

## Биография
В 1983 году окончила Уральский государственный университет, исторический факультет.
С 1983 по 1987 год — учитель истории в средней школе города Каменск-Уральский.
С 1987 по 1989 год — мл. научный сотрудник Института истории и археологии УрО РАН.
С 1989 по 1992 год — учёба в аспирантуре ИИиА УрО РАН.
В 1992 году защитила диссертацию на соискание учёной степени кандидат исторических наук по теме «Бюджеты колхозников как источник по социально-экономической структуре крестьянства Среднего Урала в первой половине 1960-х гг.» (специальность 07.00.09 – историография, источниковедение, методы исторического исследования).
С 1992 года — работа на историческом факультете Уральского государственного университета (с 2011 года — Уральского федерального университета): ассистент, доцент, профессор. С 2007 года – заведующая кафедрой документационного и информационного обеспечения управления, с 2017 года — кафедры документоведения, архивоведения и истории государственного управления.
В 2006 году защитила в УрГУ диссертацию на соискание ученой степени доктора исторических наук по теме «Сельское расселение на Среднем Урале в XX веке: направления и варианты трансформации поселенческой сети» (специальность 07.00.02 – отечественная история).
Учёное звание — доцент.

## Сфера научных интересов
История России, методы исторического исследования, источниковедение, документоведение, сельская история России во второй половине XIX – начале XX века, историческая урбанистика, история семьи.

## Основные научные труды

### Монографии
- Мазур Л. Н. Сёла и деревни Среднего Урала в XX веке. Статистико-этнографическое описание. – Екатеринбург: 2003. – 160 с. – ISBN 5-7996-0172-6
- Мазур Л. Н., Бродская Л. И. Эволюция сельских поселений Среднего Урала в XX веке: опыт динамического анализа. – Екатеринбург: 2006. – 564 с. – ISBN 5-7996-0238-2
- Мазур Л. Н. Российская деревня в условиях урбанизации: региональное измерение (вторая половина XIX–XX вв.). – Екатеринбург: Изд. УрГУ, 2012. – 472 с. – ISBN 978-5-7996-0756-2
- 马祖尔 Л. Н. [俄] (Мазур Л. Н.). 城市化背景下的俄罗斯农村：19世纪下半叶至20世纪 = Русская деревня в контексте урбанизации: вторая половина XIX века – XX век / [Пер. на китайский язык]. — [Пекин]: Social Sciences Academic Press (China), 2018. — 330 с. — (俄国史译丛 = Серия переводов книг по истории России). — ISBN 978-7-5201-2606-9.
- Мазур Л. Н., Горбачев О. В. Советские фильмы о деревне: опыт исторической интерпретации художественного образа. - Москва: 2022. - 349 с. - ISBN 978-5-8243-2481-5

### Коллективные монографии
- Мазур Л. Н. (в соавторстве). Теория и методология исторической науки. Терминологический словарь / Отв. ред. А. О. Чубарьян. — М.: Аквилон, 2014. — 576 с. — ISBN 978-5-906578-03-7
- 1917 год в России: социалистическая идея, революционная мифология и практика: Сб. науч. тр. / под ред. О. С. Поршневой, Л. Н. Мазур. — Екатеринбург: Изд-во Урал. ун-та, 2016. — 384 с.
- Эпоха социалистической реконструкции : идеи, мифы и программы социальных преобразований : сб. науч. тр. / гл. ред. Л. Н. Мазур. Екатеринбург : Изд-во Урал. ун-та, 2017. — 754 с (The Epoch of Socialist Reconstruction: Ideas, Myths, and Programs of Social Transformations)
- Мазур Л. Н. (в соавторстве). Material Culture in Russia and the USSR. Things, Values, Identities. Roberts G. (Ed). — London, Oxford, New York, New Delhi, Sidney: Bloomsbury Academic, 2017. — ISBN 978-1-4725-8613-1
- Мазур Л. Н. (в соавторстве). Раннесоветское общество как социальный проект. 1917—1930-е гг. : в 2-х частях / Под ред. Л. Н. Мазур. — Екатеринбург: Изд. УрГУ, 2018. — 468+462 с. — ISBN 978-5-7996-2467-5
- Советский проект. 1917—1930-е гг.: этапы и механизмы реализации / под ред. О. В. Горбачева и Л. Н. Мазур — Екатеринбург: Изд-во Урал. ун-та, 2018;
- Мазур Л. Н. (в соавторстве). Three Centuries of Northern Population Censuses. Gunnar Thorvaldsen (Ed.). — London, New York: Routledge, 2018. — 136 p. — ISBN 978-1-138-71828-9
- Мазур Л. Н. (в соавторстве). «С Лениным в башке и наганом в руке»: Коллективный портрет Екатеринбургской губернской организации РКП(б). 1919—1923 / Под ред. Л. Н. Мазур. — Екатеринбург: Изд. УрГУ, 2019. — ISBN 978-5-7996-2630-3

### Учебники
- Мазур Л. Н. Информационное обеспечение управления: современные тенденции развития. – Екатеринбург: Изд. УрГУ, 1999. – 178 с.	– ISBN 5-7996-0036-3
- Мазур Л. Н. Методы исторического исследования. Учебное пособие. – Екатеринбург: Изд. УрГУ, 2010. – 606 c. – ISBN 978-5-7996-0504-9[8]

### Избранные статьи
- Мазур Л. Н. Аграрная политика 1930-х гг. как фактор эволюции российской деревни (по материалам Урала) // Уральский исторический вестник. 2003. № 9.
- Мазур Л. Н. Политика реконструкции российской деревни (конец 1950-х — 1980-е годы) // Отечественная история. 2005. № 3.
- Мазур Л. Н. Урбанизация российской деревни во второй половине XIX—XX вв.: К постановке проблемы // Уральский исторический вестник. № 2 (19), 2008. С. 15-24.
- Мазур Л. Н. Исторические модели: виды, возможности и ограничения // Российская история. 2011. № 2. С. 142—148.
- Мазур Л. Н. Бюрократические циклы российской государственности в XVIII—XX вв. и эволюция системы делопроизводства / Л. Н. Мазур // Делопроизводство. 2011. № 1. С. 111—117, № 2. С. 113—119.
- Мазур Л. Н. Художественное кино и сельская миграция: источниковедческий анализ // Известия Уральского федерального университета. Сер. 2. Гуманитарные науки. 2012. № 2. (102). С. 156—169.
- Мазур Л. Н. Образ прошлого: формирование исторической памяти // Известия Уральского федерального университета. Сер. 2. Гуманитарные науки. № 3 (117). 2013. С. 243—257.
- Мазур Л. Н. Становление и эволюция сельской бюрократии в России во второй половине XIX — начале XX в. // Известия Уральского федерального университета. Сер. 2. Гуманитарные науки. № 2. (127). 2014. С. 251—268.
- Мазур Л. Н. «Деревенское кино» 1950—1980-х гг. как историко-культурный феномен советской эпохи // Культурологический журнал (Journal of Cultural Research). 2014. № 1.
- Liudmila Mazur. Golden age mythology and the nostalgia of catastrophes in post-Soviet Russia // Canadian Slavonic Papers / Revue canadienne des slavistes, Special Issue: Nostalgia, Culture, and Identity in Central and Eastern Europe. Volume 57, Issue 3-4, 2015. p. 213—238.
- Мазур Л. Н. Визуализация истории: новый поворот в развитии исторического познания // Quaestio Rossica. 2015. № 3. С. 160—179.
- Мазур Л. Н. Раннесоветское общество как социальный проект: методологические подходы к изучению истории России в 1917—1936 гг. // Россия в 1917 г.: социалистическая идея, революционная мифология и практика: Сборник науч. тр. / под ред. О. С. Поршневой. — Екатеринбург: Изд-во Урал. ун-та, 2016. — С. 7—29.
- Мазур Л. Н. От истории Октября к истории Русской революции: сравнительный анализ методологических подходов к оценке событий 1917 года // Известия Уральского федерального университета. Серия 2. Гуманитарные науки. 2017. Т. 19. № 3 (166). С. 9—30.
- Мазур Л. Н. Теории социального проектирования как инструмент исторического исследования: проблемы адаптации понятийного аппарата // Стены и мосты : практика междисциплинарных исследований в истории / Под ред. Г. Г. Ершовой. М.: РГГУ, 2018. С. 144—159.
- Мазур Л. Н. Мемориальные музеи политических деятелей в пространстве исторической памяти современной России // Диалог со временем. 2019. № 66. С. 100—119.

## Членство в экспертных и диссертационных советах
- Член диссертационного совета по историческим наукам Д 212.285.16 УрФУ[9][10]
- Член экспертного совета Высшей аттестационной комиссии при Министерстве образования и науки Российской Федерации по истории[11]

## Членство в редколлегиях научных журналов
- Вестник архивиста[12]
- Genesis: исторические исследования[13]
- Историческая информатика
- Гуманитарные науки в Сибири

## Членство в научных и общественных организациях
- Член Ассоциации «История и компьютер» (с 1993)[5]
- Член коллегии Управления архивами Свердловской области
- Член правления Российской ассоциации цифровых гуманитарных наук (с 2018)[14]
- Член Российского общества интеллектуальной истории[10]

## Награды
- Почётная грамота Законодательного собрания Свердловской области (2008)
- Памятная медаль «90 лет Государственной архивной службе Свердловской области» (2010)
- Почётная грамота Правительства Свердловской области (2010)
- Почётная грамота Министерства образования и науки РФ (2013)[10]
- Почётный работник сферы образования Российской Федерации (2016)